# Tokashiki
Tokashiki (jap. 渡嘉敷村 Tokashiki-son) – wieś w Japonii, w prefekturze Okinawa, w archipelagu Kerama. Według danych na rok 2020 miejscowość zamieszkiwało 718 mieszkańców , a gęstość zaludnienia wyniosła 37,3 os./km².